# Disortografía
La disortografía se trata de un trastorno que se manifiesta en la dificultad para escribir las palabras de manera ortográficamente adecuada. Según García Vidal (1989), la disortografía es un trastorno específico del lenguaje escrito, definido como el «conjunto de errores de la escritura que afectan a la palabra, y no a su trazado o grafía». Se trata de un trastorno que se manifiesta en la dificultad para escribir las palabras de manera ortográficamente adecuada.

## Etiología
Las causas de la disortografía pueden ser:
- Deficiencias en la percepción espacio-temporal del sujeto.
- Deficiencias en la percepción visual o en la percepción auditiva.
- Mala articulación de los fonemas, que se traduce en la escritura.
- Bajo nivel de motivación: el sujeto no considera importante en su vida aprender las normas de ortografía.
- Causas de tipo pedagógico: el método enseñado para aprender a escribir no fue el adecuado.
- Problemas en la mano misma (tales como la hipermovilidad, la osteoartritis, etc.).

## Cuadro clínico
Las principales dificultades en el aprendizaje de la escritura con respecto a la disortografía son:
- Déficit en el conocimiento y uso de las reglas ortográficas.
- Déficit lector.
- Déficit en el lenguaje hablado.
- Déficit en mantener representada una palabra en la memoria de trabajo mientras se busca en la memoria a largo plazo.
- Déficit para conocer y realizar correctamente la conversión fonema - grafema.
- Déficit en articular correctamente los sonidos del habla.

## Clasificación
La disortografía puede ser «natural» cuando afecta al desarrollo fonológico y a las reglas de conversión fonema - grafema o «arbitraria» cuando afecta a las reglas ortográficas.

## Detección
Es importante detectar qué clase de disortografía es para luego articular el tratamiento adecuado:
- Observar si se trata de la ortografía que afecta la articulación del lenguaje. Son niños inteligentes que cometen faltas corrientes sintácticas, que desconocen en mayor o en menor grado la estructura gramatical de la lengua.
- Niños que desfiguran la lengua, que parecen no haber automatizado aún la adquisición de la ortografía.
- Cuadro discográfico de niños con bajo nivel intelectual, concomitante a retraso en la lectoescritura.

## Diagnóstico diferencial
- La disortografía se diferencia de la disgrafía en que los errores que la definen en ningún caso son de tipo grafomotor, aunque el sujeto pueda tener además una problemática grafomotora implicada.

- Este problema puede asemejarse a una dislexia, pero la asociación de estas no es sistemática. La dislexia es fruto del desarrollo de problemas adquiridos (como, por ejemplo, una lesión cerebral), o bien se presenta en pacientes que de forma inherente presentan dificultades para alcanzar una correcta destreza lectora, sin una razón aparente que lo explique, o se debe a un trastorno lector motivado por causas específicas: lectura superficial, mala escolarización, etc.

## Tratamiento
Para enseñar la ortografía se deberá tener en cuenta:
- Que el aprendizaje ortográfico es un proceso que requiere una dirección hábil y experta porque los niños aprenden con distinto ritmo y de manera diferente; los métodos deben adaptarse a la variedad.
- Que se debe ayudar a cada niño a descubrir métodos que faciliten la fijación y evocación de la forma correcta de escribir las palabras.
- Que la corrección debe adaptarse a las necesidades y a las características de las faltas.
- Que para asegurar la retención, son necesarios periodos de práctica y ejercitación.

## Disgrafía y disortografía
Se puede observar que la disgrafía y la disortografía son problemas que se presentan al escribir. Aunque son diferentes, pueden combinarse en una misma persona. El que tiene disgrafía, no puede comunicarse por escrito: al no saber representar adecuadamente las letras, sus producciones resultan ilegibles. Por otro lado, los que padecen de disortografía desconocen las reglas ortográficas. Es por ello que existen grados de gravedad en ambos casos.
En consecuencia, la disgrafía y disortografía comparten muchas cosas en común. Por ejemplo, que ambos problemas pueden obedecer a un problema de maduración o estimulación o en la percepción temporo-espacial o desinterés. Además, la disortografía puede responder también a problemas auditivos o a que hable de modo incorrecto. Sin embargo, cuando la disortografía aparece de manera autónoma a la disgrafía, no revela problemas grafomotores. En consecuencia, la disortografía está bastante vinculada a la dislexia, es decir, a los trastornos para leer. Por ello, en la disortografía se ponen acentos donde no van o se omiten, se invierten letras, se omiten o se añaden.